# Mistrzostwa Świata w Hokeju na Lodzie 2014
Mistrzostwa Świata w Hokeju na Lodzie 2014 – 78. edycja mistrzostw świata organizowane przez IIHF, która odbyła się po raz pierwszy na Białorusi. Turniej Elity odbył się w dniach 9-25 maja, a miastami goszczącym najlepsze drużyny świata był Mińsk.
Czas i miejsce rozgrywania pozostałych turniejów:
- Dywizja I Grupa A: 20-26 kwietnia, Goyang (Korea Południowa)
- Dywizja I Grupa B: 20-26 kwietnia, Wilno (Litwa)
- Dywizja II Grupa A: 9-15 kwietnia, Belgrad (Serbia)
- Dywizja II Grupa B: 5-11 kwietnia, Jaca (Hiszpania)
- Dywizja III: 6-12 kwietnia, Luksemburg (Luksemburg)

## Elita
| Msc. | Reprezentacja     |
| ---- | ----------------- |
|      | Rosja             |
|      | Finlandia         |
|      | Szwecja           |
| 4    | Czechy            |
| 5    | Kanada            |
| 6    | Stany Zjednoczone |
| 7    | Białoruś          |
| 8    | Francja           |
| 9    | Słowacja          |
| 10   | Szwajcaria        |
| 11   | Łotwa             |
| 12   | Norwegia          |
| 13   | Dania             |
| 14   | Niemcy            |
| 15   | Włochy            |
| 16   | Kazachstan        |

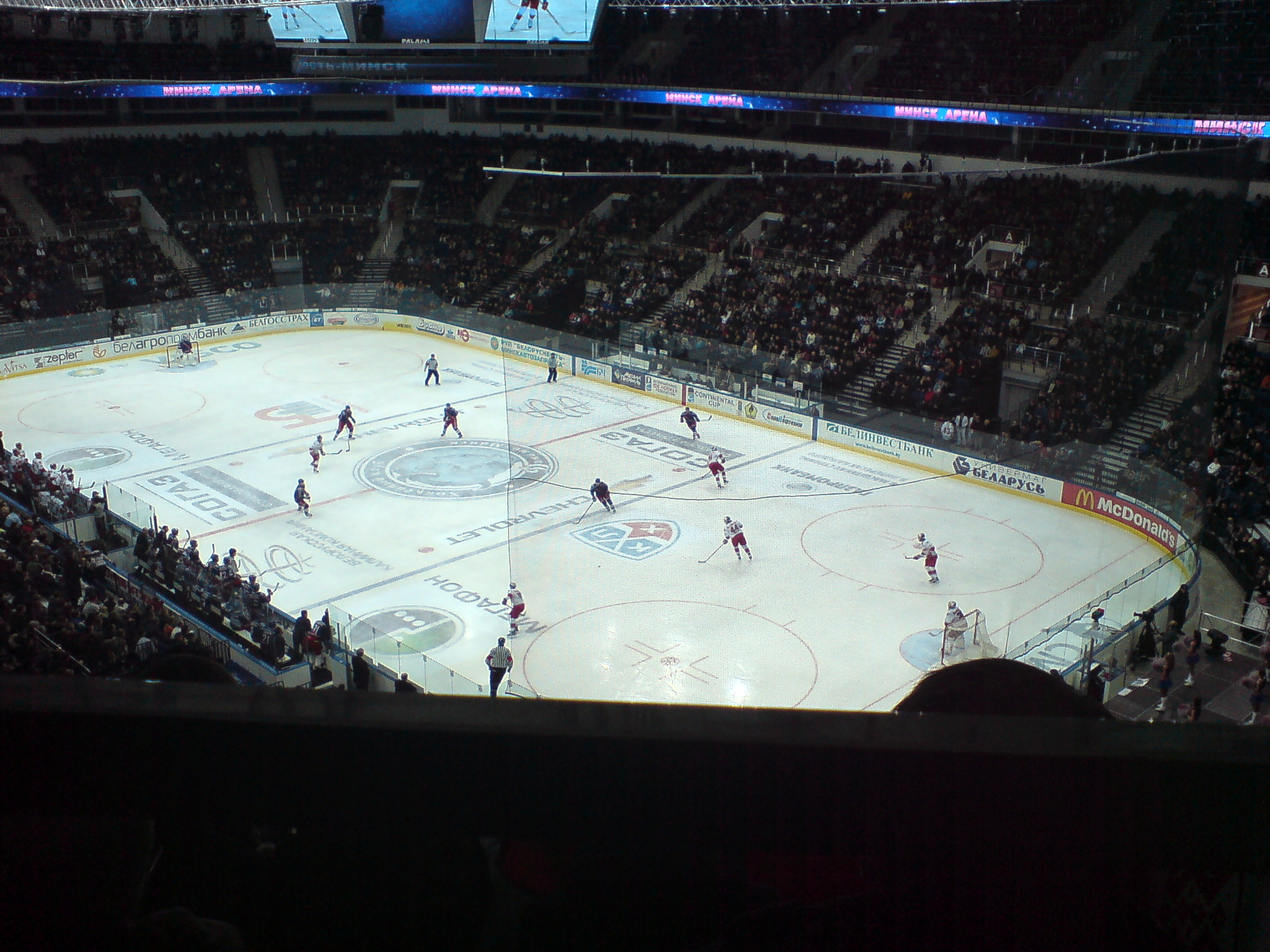
Mińsk Arena

W tej części mistrzostw uczestniczyło 16 najlepszych reprezentacji na świecie.
O organizację mistrzostw świata elity w 2013 ubiegały się cztery państwa. 8 maja 2009 wybrano kandydaturę Białorusi, której hasłem przewodnim było: “Welcome to the young hockey country” (pol. Witamy w młodym kraju hokeja).

## Pierwsza dywizja
Grupa A
| Lp. | Drużyna          |
| --- | ---------------- |
| 1   | Słowenia         |
| 2   | Austria          |
| 3   | Japonia          |
| 4   | Ukraina          |
| 5   | Węgry            |
| 6   | Korea Południowa |

Grupa B
| Lp. | Drużyna         |
| --- | --------------- |
| 1   | Polska          |
| 2   | Chorwacja       |
| 3   | Litwa           |
| 4   | Wielka Brytania |
| 5   | Holandia        |
| 6   | Rumunia         |

Grupy A i B Mistrzostw Świata w Dywizji I nie stanowiły równorzędnych poziomów rozgrywek. Grupa A Dywizji I była drugą klasą mistrzowską, z której dwie pierwsze drużyny uzyskują awans do Elity, a ostatni zespół jest degradowany do Grupy B Dywizji I. Grupa B Dywizji I stanowi trzecią klasę mistrzowską. Jej zwycięzca awansuje do Dywizji I Grupy A, zaś ostatnia drużyny spada do Dywizji II Grupy A.
Turnieje I Dywizji zostaną rozegrane:

Grupa A – Goyang (Korea Południowa)

Grupa B – Wilno (Litwa)

## Druga dywizja
Grupa A
| Lp. | Drużyna   |
| --- | --------- |
| 1   | Estonia   |
| 2   | Islandia  |
| 3   | Serbia    |
| 4   | Australia |
| 5   | Belgia    |
| 6   | Izrael    |

Grupa B
| Lp. | Drużyna           |
| --- | ----------------- |
| 1   | Hiszpania         |
| 2   | Meksyk            |
| 3   | Nowa Zelandia     |
| 4   | ChRL              |
| 5   | Południowa Afryka |
| 6   | Turcja            |

Grupy A i B Mistrzostw Świata w Dywizji II nie stanowiły równorzędnych poziomów rozgrywek. Grupa A Dywizji II była czwartą klasą mistrzowską, z której pierwsza drużyna uzyskuje awans do Dywizji I Grupy B, a ostatni zespół jest degradowany do Dywizji II Grupy B. Grupa B Dywizji II stanowi piątą klasę mistrzowską. Jej zwycięzca awansuje do Dywizji II Grupy A, zaś ostatnia drużyny spada do Dywizji III.
Turnieje II Dywizji zostały rozegrane:

Grupa A – Belgrad (Serbia)

Grupa B – Jaca (Hiszpania)

## Trzecia dywizja
| Lp. | Drużyna                      |
| --- | ---------------------------- |
| 1   | Bułgaria                     |
| 2   | Korea Północna               |
| 3   | Luksemburg                   |
| 4   | Hongkong                     |
| 5   | Zjednoczone Emiraty Arabskie |
| 6   | Gruzja                       |

Turniej III Dywizji po raz trzeci w historii rozegrany został w Luksemburgu. Pierwsza drużyna uzyskuje awans do Dywizji II Grupy B. Po raz pierwszy od 1987 roku w mistrzostwach uczestniczyła reprezentacja Hongkongu.